# Loxosceles surca
Loxosceles surca là một loài nhện trong họ Sicariidae.
Loài này thuộc chi Loxosceles. Loxosceles surca được miêu tả năm 1967 bởi Gertsch.